# Der Beischläfer
Der Beischläfer ist eine deutsche Fernsehserie von Murmel Clausen und Mike Viebrock mit Lisa Bitter als Richterin Dr. Julia Kellermann und Markus Stoll in der Rolle des Kraftfahrzeugmechanikers und Schöffen Charlie Menzinger. Regie führte Anna-Katharina Maier. Die erste Staffel der Serie mit sechs Folgen wurde am 29. Mai 2020 auf Amazon Prime Video veröffentlicht.
Im Februar 2021 wurde eine zweite Staffel angekündigt. Premiere der zweiten Staffel war am 24. Oktober 2021 in der Arri-Astor-Lounge in München, auf Amazon Prime Video wurde die zweite Staffel mit acht Episoden am 12. November 2021 veröffentlicht. Nach der zweiten Staffel wurde die Serie eingestellt.

## Handlung

### Staffel 1
Beischläfer ist eine abfällige Bezeichnung für ehrenamtliche Richter am Schöffengericht. Aus Sicht der Berufsrichterin Dr. Julia Kellermann sollen sie einfach nur still dabei sitzen und nicht weiter stören. Der Kfz-Mechaniker Charlie Menzinger wird vom Amtsgericht München für die Dauer von fünf Jahren als Schöffe ausgewählt, er glaubt allerdings nach dem Tod seiner Frau Marie, die bei einem Autounfall gemeinsam mit ihrer Mutter ums Leben kam, nicht mehr an Gerechtigkeit. Das damalige Verfahren wegen fahrlässiger Tötung wurde eingestellt, es kam zu keiner Verurteilung. Charlies Schwiegervater Paul Seidl, bei dem Charlie seine Werkstatt hat, ermahnt ihn allerdings, die Aufgabe als Schöffe ernst zu nehmen.
Richterin Kellermann wurde kürzlich von Berlin nach München versetzt und muss sich mit den Eigenheiten des Münchner Immobilienmarktes und der Einheimischen arrangieren. Bis sie eine Wohnung gefunden hat, wohnt Kellermann in ihrem Büro im Justizgebäude. Charlie bietet ihr an, den Kontakt zu dem befreundeten Makler Käser herzustellen, der ihr eine bezahlbare Wohnung besorgen soll. Wenn dies funktioniert, soll sie im Gegenzug Charlie von seiner ehrenamtlichen Verpflichtung befreien. Kellermann geht auf den Vorschlag ein.
Wer Charlie für das Amt des Schöffen vorgeschlagen hat, erfährt er zunächst nicht, Charlie hat seinen Freund Xaver Holzapfel im Verdacht. Später erfährt er von Richterin Kellermann, dass ihn seine Frau Marie dafür vorgeschlagen hatte. Danach ändert sich seine Einstellung zu diesem Ehrenamt grundlegend. Charlie, der nicht viel von Konventionen und Regeln hält, gibt während der Verhandlungen unangebrachte Kommentare ab und nimmt Kontakt zu den Angeklagten auf. Außerdem kritisiert Richterin Kellermann, dass er nicht wie gefordert objektiv urteilt, sondern nach „gefühlter Gerechtigkeit“. Während pro Folge ein Rechtsfall präsentiert wird, steht die fortlaufende Handlung der Protagonisten Charlie und Julia mit ihren beruflichen und privaten Herausforderungen im Mittelpunkt der Geschichte. Nachdem die Suche nach einer Wohnung für Julia erfolglos verläuft, lässt Paul Seidl sie ins Atelier seiner tödlich verunglückten Frau einziehen.
Staatsanwalt Nils Rohrbach lädt Richterin Kellermann zu sich zu einem Abendessen, unter dem Vorwande, dass auch Gerichtspräsidentin Straschill teilnehmen werde. Straschill entscheide über die Beförderungen zum Einzelrichter, einem von Kellermanns Zielen, sodass sie sich nicht mehr mit Schöffen herumärgern muss. Rohrbach berate sie bei dieser Entscheidung. Beim Treffen gibt Rohrbach an, dass Straschill aus Termingründen verhindert sei. Nach dem Essen gesteht er Julia seine Liebe, das Dessert serviert er ihr nackt. Julia filmt Nils mit dem Smartphone und droht ihm mit einem Verfahren wegen Nötigung und Freiheitsberaubung. Daraufhin gibt Nils nach und lässt sie ziehen.
Xaver Holzapfel versucht, unter dem Namen Tequila Xavier Münchens ersten Tequila zu brennen. Bei einem Pitch für seine Geschäftsidee lernt er Heino Ferch kennen, der ebenfalls seinen eigenen Tequila produziert. Ferch ist von Xavers Tequila begeistert und die beiden machen fortan gemeinsame Sache. Nach einem Streite, unter welchem Namen das gemeinsame Produkt vertrieben werden soll, findet Heino heraus, dass Xaver in München brennt, es sich somit nicht um Tequila, sondern Mezcal handle, analog zu Champagner und Sekt. Nachdem Xaver wegen Zahlungsverzugs der Strom abgedreht wird, produziert er in Teilen Münchens einen Stromausfall, indem er das Stromnetz für seine Produktion anzuzapfen versucht.
Bei der Verleihung der Bayerischen Verfassungsmedaille an Gerichtspräsidentin Straschill erzählt sie Kellermann und Menzinger von einem Essen mit dem Präsidenten des Landgerichts. Dabei wurde sie wegen eines Verfahrensfehlers in einem der Fälle der beiden kritisiert. Straschill habe dem Präsidenten versprochen, die zuständige Richterin nach Wamperschwang zu verbannen; Menzinger wird seines Schöffenamtes enthoben. Aufgrund des von Xaver verursachten Stromausfalles sind Julia und Charlie in einem Aufzug eingesperrt. Dort erzählt Julia, dass sie wegen ihrer Mutter Regina, Bevollmächtigter des Landes Berlin beim Bund und Staatssekretärin für bürgerschaftliches Engagement und Internationales, mit der sie seit drei Jahren nicht gesprochen hat, Berlin verlassen habe. Charlie nimmt gegenüber Straschill den Fehler auf sich, dies ändert jedoch nichts an ihrer Entscheidung, Kellermann zu versetzen.
Nachdem Kellermann zufällig herausfindet, dass Staatsanwalt Nils Rohrbach der Sohn von Gerichtspräsidentin Straschill ist, vermutet sie, dass sie versetzt wird, weil sie Nils abgewiesen hatte. Julia droht Straschill mit dem Verfassungsschutz wegen Machtmissbrauchs und erwirkt, dass Charlie wieder als Schöffe für Gerechtigkeit sorgen darf und so den letzten Willen seiner verstorbenen Frau Marie zu erfüllen. Dies wurde Julia im Gegenzug zu ihrem Schweigen versprochen. Julia würde sich dagegen selbst wieder zurückkämpfen. Julias Mutter Regina sucht Charlie auf und macht ihn für die Versetzung ihrer Tochter verantwortlich. Er solle daher dafür sorgen, dass Julia von Wamperschwang zu ihr nach Berlin zurückkehrt. Charlie zeigt sich von Reginas Drohung jedoch unbeeindruckt. Nachdem Julia ihre Stelle in Wamperschwang antritt, fährt Charlie ihr dorthin nach.

## Besetzung

### Hauptdarsteller
| Schauspieler            | Rollenname            | Hauptrolle (Episoden) | Jahre     | Bemerkungen                                                                                    |
| ----------------------- | --------------------- | --------------------- | --------- | ---------------------------------------------------------------------------------------------- |
| Markus Stoll            | Charlie Menzinger     | 1–14                  | 2020–2021 | Kfz-Mechaniker, Schöffe; Mann von Marie Menzinger †; Freund von Dr. Julia Kellermann           |
| Lisa Bitter             | Dr. Julia Kellermann  | 1–14                  | 2020–2021 | Richterin; Ex-Verlobte von Nico von Bloom; Freundin von Charlie Menzinger                      |
| Daniel Christensen      | Franz Xaver Holzapfel | 1–14                  | 2020–2021 | Spitzname „Xavier“                                                                             |
| Helmfried von Lüttichau | Paul Seidl            | 1–14                  | 2020–2021 | Mann von Therese Seidl † und Vater von Marie Menzinger †; Schwiegervater von Charlie Menzinger |

### Nebendarsteller
| Schauspieler        | Rollenname          | Jahre     | Bemerkungen                                                 |
| ------------------- | ------------------- | --------- | ----------------------------------------------------------- |
| Lilly Forgách       | Ingeborg Straschill | 2020–2021 | Gerichtspräsidentin                                         |
| Florian Jahr        | Nils Rohrbach       | 2020–2021 | Staatsanwalt                                                |
| Kristina Dörfer     | Marie Menzinger †   | 2020      | Frau von Charlie Menzinger; bei einem Autounfall verstorben |
| Gilbert von Sohlern | Conrad Boll         | 2020–2021 | Schöffe                                                     |
| Mathilde Bundschuh  | Sara „Prema“ Stumpf | 2020–2021 | Schöffin                                                    |
| Heike Koslowski     | Frau Fröschl        | 2020–2021 | Verteidigerin                                               |
| Fritz Scheuermann   | Polizeihauptmeister | 2020–2021 |                                                             |
| René Dumont         | Dr. Ortmann         | 2020–2021 | Richter                                                     |
| Viktoria Ngotsé     | Lina                | 2021      | Affäre von Charlie Menzinger                                |
| Jens Atzorn         | Nico von Bloom      | 2021      | Ex-Verlobter von Dr. Julia Kellermann                       |
| Michael Brandner    | Anton Waldmoser     | 2020–2021 | Bauunternehmer                                              |

### Gastdarsteller (Auswahl)
| Schauspieler              | Rollenname                                          | Jahre     |
| ------------------------- | --------------------------------------------------- | --------- |
| Heino Ferch               | Heino Ferch                                         | 2020      |
| Juliane Köhler            | Regina Kellermann (Mutter von Dr. Julia Kellermann) | 2020      |
| Hans-Jörg Bachmeier       | Hans-Jörg Bachmeier                                 | 2020      |
| Paul Sedlmeier            | Makler Käser                                        | 2020–2021 |
| David Baalcke             | Michael Thammer                                     | 2020      |
| Theresa Hanich            | Dr. Löbel                                           | 2020      |
| Laura Osswald             | Felicitas Schreyer                                  | 2020      |
| Michael A. Grimm          | Markus Grabinger                                    | 2020      |
| Andreas Borcherding       | Rudi Hinterstocker                                  | 2020      |
| Laura Preiss              | Kommissarin Obermeyer                               | 2020      |
| Matthias Beier            | Meckfressel                                         | 2020      |
| Miguel Abrantes Ostrowski | Kalter Carlos                                       | 2020–2021 |
| Klaus B. Wolf             | Vermieter                                           | 2020      |
| Norbert Ortner            | Vermieter                                           | 2020      |
| Maya Haddad               | Angelika Maisch                                     | 2020      |
| Enzo Leonardo Mandarà     | Hans Maisch                                         | 2020      |
| Florian Odendahl          | Hermann Schlang                                     | 2020      |
| Daniel Reber              | Waldmoser Jr.                                       | 2020      |
| Stephan Neumüller         | Fischer                                             | 2020      |
| Raphael Oran              | Beneke                                              | 2020      |
| Florian Rockmeier         | Peter Maisch                                        | 2020      |
| Christian Obermüller      | Mann von den Stadtwerken                            | 2020      |
| Rüdiger Repert            | Feuerwehrmann                                       | 2020      |
| Marcus Grüsser            | Harold Kleiber                                      | 2021      |
| Götz Otto                 | Prof. Dr. Dr. von der Hasenheide                    | 2021      |
| Michael Roll              | Normann Gorleben                                    | 2021      |
| Olivia Pascal             | Illana Mühlmann                                     | 2021      |
| Bettina Mittendorfer      | Kunstgutachterin                                    | 2021      |
| Manuel Kandler            | TORE                                                | 2021      |

## Produktion und Hintergrund
Die Dreharbeiten fanden vom 22. Oktober bis zum 30. November 2019 statt, gedreht wurde in München. Produziert wurde die Serie von der deutschen The Amazing Film Company (Thomas Peter Friedl) in Koproduktion mit Ring of Fire (Gaby Bartolomeo und Ralf Kotowski).
Für das Kostümbild zeichnete Sylvia Risa verantwortlich, für das Szenenbild Thomas Neudorfer, für den Ton Harti Küffner, für das Maskenbild Udo Riemer und für das Casting Stefany Pohlmann. Die Musik stammt von der Band Dreiviertelblut aus Oberbayern.
Szenen für die zweite Staffel spielen am Dachauer Pfarrplatz, das Pfarrheim St. Jakob bildete die Kulisse des fiktiven Amtsgerichts Wamperschwang.

## Episodenliste

### Staffel 1
| Nr. (ges.) | Nr. (St.) | Originaltitel                   | Erstausstrahlung Deutschland |
| ---------- | --------- | ------------------------------- | ---------------------------- |
| 1          | 1         | Betrug                          | 29. Mai 2020                 |
| 2          | 2         | Freiheitsberaubung              | 29. Mai 2020                 |
| 3          | 3         | Brandstiftung                   | 29. Mai 2020                 |
| 4          | 4         | Körperverletzung                | 29. Mai 2020                 |
| 5          | 5         | Vollrausch                      | 29. Mai 2020                 |
| 6          | 6         | Entziehung elektrischer Energie | 29. Mai 2020                 |

### Staffel 2
| Nr. (ges.) | Nr. (St.) | Originaltitel        | Erstausstrahlung Deutschland |
| ---------- | --------- | -------------------- | ---------------------------- |
| 7          | 1         | Befangenheit         | 12. Nov. 2021                |
| 8          | 2         | Ruhestörung          | 12. Nov. 2021                |
| 9          | 3         | Hausfriedensbruch    | 12. Nov. 2021                |
| 10         | 4         | Bankrott             | 12. Nov. 2021                |
| 11         | 5         | Untreue              | 12. Nov. 2021                |
| 12         | 6         | Exorzismus           | 12. Nov. 2021                |
| 13         | 7         | Verleumdung - Part 1 | 12. Nov. 2021                |
| 14         | 8         | Verleumdung - Part 2 | 12. Nov. 2021                |

## Rezeption
Glenn Riedmeier (Fernsehserien.de/Wunschliste.de) befand, dass Freunde bayerischer Serien an Der Beischläfer durchaus ihre Freude haben dürften. Ob die Serie das Zeug dazu habe, ein Klassiker wie Monaco Franze – Der ewige Stenz oder Kir Royal zu werden, bliebe abzuwarten. Die Macher hätten sich Mühe gegeben, den Charme der Nostalgie-Serien in die Gegenwart zu übertragen, ohne altbacken zu wirken. Wer mit bayerischen Produktionen bisher nicht vertraut sei, könnte mit dem ganz speziellen Humor und mit der Sprache fremdeln, wenngleich auf allzu ausgeprägten Dialekt weitgehend verzichtet wurde.
Kevin Hennings schrieb auf DWDL.de, dass sich Regisseurin Anna-Katharina Maier um eine ausgeglichene Balance bemühe, damit sowohl Ur-Münchner als auch Wahlheimatler Gefallen an der Serie finden können. Die Produktion schaffe es in jedem Fall, München nicht nur als schönen, sondern auch als sympathischen Ort in Szene zu setzen – und schaffe damit einen gelungenen Kontrast zur Schickeria-Atmosphäre, wie man sie schon oft in bayerischen Serien vorgesetzt bekam. Harry G würde deshalb nicht zwingend die Generation ansprechen, die Ali G lieben gelernt hat, aber möglicherweise all die, die nach Hubert und Staller neue, bayerische Gemütlichkeit brauchen.
Ursula Scheer meinte in der Frankfurter Allgemeinen Zeitung, dass die Serie besser sei, als ihr Titel spontan vermuten lasse. Denn bei Der Beischläfer handle es sich mitnichten um eine verklemmt-frivole Gigolo-Schmonzette der peinlichen Art, sondern um eine überraschend charmante Sammlung Münchner Geschichten. Herzig gehe es zu, ein bisschen frech, nie böse, und rehäugig schaue der Titelheld in die Kamera. Stolls generös zurückhaltendes Spiel lasse Nebenfiguren wie etwa den hinreißenden Hallodri Xaver Holzapfel glänzen.
Julian Miller befand auf Quotenmeter.de, dass die sehr bayerisch geratene Amazon-Serie so cool sein wolle wie Monaco Franze, im Ergebnis aber eher bei Heiter bis tödlich lande. Die Drehbücher verließen sich dabei so sehr auf gängige und erwartbare Muster, dass man sich die meiste Zeit nicht bei einem ambitionierten Streaming-Anbieter wähne, sondern in den Überresten der Heiter-bis-tödlich-Todeszone, wo Lokalkolorit stets vor erzählerischer Kohärenz ginge. Am Schluss bliebe leider wenig mehr als eine recht beliebige Münchener Romanze, ein ewiger Stenz wie Monaco Franze, wurde hier aber nicht im Ansatz erschaffen.
Gunther Reinhardt schrieb in den Stuttgarter Nachrichten, dass die Serie wie die einen Tag davor veröffentlichte Joyn-Serie Aus dem Tagebuch eines Uber-Fahrers auf einer originellen Grundidee aufbaue, voller witziger Einfälle stecke, nicht mit eigenwilligen Charakteren geize und das Einschalten lohne, wobei sich Der Beischläfer als die Serienüberraschung des Monats erweise. Im Vergleich zum Weimarer Tatort, für den Drehbuchautor Murmel Clausen ebenfalls mitverantwortlich ist, sei der Ton in der Amazon-Serie etwas stiller, schwarzhumoriger und von sanfter Melancholie durchdrungen.
Wolfgang Höbel schrieb im Spiegel, dass die Serie in durchaus schamloser Manier an die klassischen bayerischen Lebenskünstlerserien von Helmut Dietl anknüpfe. Es gebe einen Mut zum Klamauk und zur Übertreibung, den man manchmal ein bisschen albern finden könne. In vielen Szenen hupt und pumpt eine wilde Blasmusikbegleitung, jeder größere Szenenwechsel sei vollgestopft mit schwelgerischen Postkartenbildern aus dem Münchner Stadtpanorama. Die Kunst der Regisseurin bestünde darin, dass sie es stets den Zuschauern überlasse, ob sie dieses Bombardement an bayerischer Zünftigkeit als Zeichen der Begeisterung oder als Mittel ironischer Distanzierung werten wollen.
Doris Priesching bezeichnete die Serie auf DerStandard.at als Mischung aus Königlich Bayerisches Amtsgericht, Zwei Münchner in Hamburg und Richterin Barbara Salesch. Diese rittere um ein Publikum, das sich eher im linearen TV tummele. Von Monaco Franze, mit dem die Serie beworben wird, sei diese allerdings meilenweit entfernt.
Quote
Nach Angaben des Marktforschungsunternehmens Goldmedia generierte die Serie in den ersten sieben Tagen nach Veröffentlichung 3,18 Millionen Bruttokontakte und gelangte damit auf den zweiten Platz hinter der Netflix-Serie Haus des Geldes auf deren Video-on-Demand-Charts.